# Ист Кингстон (Њујорк)
Ист Кингстон (енгл. East Kingston) насељено је место без административног статуса у америчкој савезној држави Њујорк.

## Демографија
По попису из 2010. године број становника је 276, што је 9 (-3,2%) становника мање него 2000. године.
| Група             | 2000.       | 2010.       |
| Белци             | 259 (90,9%) | 221 (80,1%) |
| Афроамериканци    | 15 (5,3%)   | 30 (10,9%)  |
| Азијати           | 0 (0,0%)    | 0 (0,0%)    |
| Хиспаноамериканци | 11 (3,9%)   | 22 (8,0%)   |
| Укупно            | 285         | 276         |